# مدرسه آمریکایی تهران
مدرسه آمریکایی تهران (TAS) یک مدرسه بین‌المللی آمریکایی واقع در تهران، ایران بود. این مدرسه در سال ۱۹۵۴ تأسیس شد و آخرین دورهٔ آن در سال ۱۹۷۸ برگزار شد. این مدرسه که وابسته به سفارت سابق ایالات متحده آمریکا در تهران بود، مهدکودک تا کلاس دوازدهم را به‌طور مختلط ارائه می‌داد و زبان آموزش در آن انگلیسی بود.مدرسه آمریکایی در دهکده لویزان جنب پادگان گارد شاهنشاهی (منازل سازمانی ارتش شهید فلاحی فعلی) قرار داشت و هم‌اکنون به دانشگاه شهید رجایی وابسته به آموزش و پرورش تبدیل شده‌است.

## کتابخانه
کتابخانه مدرسه ۱۸۰۰۰ کتاب داشت، و به گفته یکی از استادان مدعو این مدرسه «احتمالاً دارای بهترین کتابخانه در بین مدارس ایران» بود. به گفته او این کتابخانه نخستین کتابخانه نوین مدرسه‌ای در ایران بود.

## دانش آموزان
به گفته پی بی اس، از نظر تاریخی بیشتر دانش آموزان مدرسه دوستان ایرانی زیادی نداشتند و از جامعه ایران منزوی بودند.